# Ledovec Morteratsch
Ledovec Morteratsch (retorománsky Vadret da Morteratsch) je plochou největší ledovec v pohoří Bernina v Bündnerských Alpách ve Švýcarsku. 
Je za ledovcem Pasterze a Gepatschferner třetím nejdelším a objemově (1,2 km3 ) nejmohutnějším ledovcem ve východních Alpách. Ledovec Morteratsch je typickým údolním ledovcem s výrazným čelem ledovce. Akumulační oblast leží mezi vrcholy Piz Morteratsch, Piz Bernina, Crast 'Agüzza, Piz Argient, Piz Zupò a Bellavista . Od Piz Argient po čelo ledovce v údolí Val Morteratsch je jeho horizontální rozsah menší než 6 km, s výškovým rozdílem až 2000 m. 
Spolu s ledovcem Pers pocházejícím z Piz Palü, který se připojuje k Morteratschu těsně pod skalním útvarem Isla Persa („Ztracený Isle“) k roku 1973 pokrýval plochu asi 16 km2. Objem ledu se odhaduje na asi 1,2 km3.  Ledovec Morteratsch vytéká do Ova da Morteratsch, který se nakonec vlévá do řeky Inn a odtud přes Dunaj do Černého moře.
Na jaře je na ledovci v závislosti na sněhových podmínkách vyznačena 10 km dlouhá sjezdovka přístupná zkušeným lyžařům. Vede od terminálu lanovky Diavolezza k hostinci Morteratsch a má výškový rozdíl 1100 m . Železniční stanice Morteratsch bývala přímo u čela ledovce. Čelo ledovce mezitím ustoupilo na vzdálenost 2,8 km a ze stanice již není vidět. 
Roční měření změny délky jsou zaznamenávány od roku 1878. V období do roku 1998 celkový ústup byl 1,8 km s průměrnou roční mírou ústupu přibližně 17,2 m. Tento dlouhodobý průměr se v posledních letech výrazně zvýšil a ledovec ustupoval 30 m ročně v letech 1999–2005. Podstatný ústup probíhal také v roce 2006. Během posledních deseti let ztratil další 1 km. Ledovec ztratil v letech 1878 až 2018 celkem 2,8 km.
Během doby, kdy se prováděla měření, ledovec pokročil o několik metrů za pouhé čtyři roky. Jelikož velké ledovce reagují pomalu na krátkodobé změny klimatu, nelze tyto pokroky zohlednit zvýšením srážek v akumulační zóně v předchozí zimě. Na vysokých morénách nalevo a napravo od ledové fronty, které jsou stále téměř bez přerůstání, je vidět obrovské množství ledu, které se zde stále tlačilo na konci „malé doby ledové “ v polovině 19. století.  

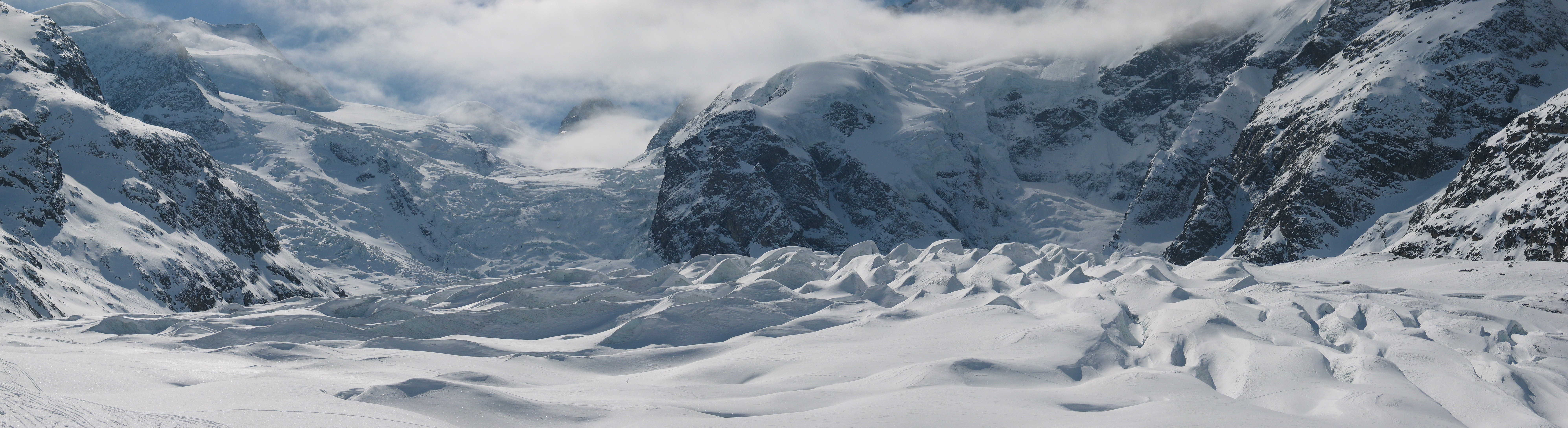
Pohled na ledovec Morteratsch ze sjezdovky

V roce 2017 začali vědci vyvíjet systém zasněžování na ochranu ledu na ledovci s cílem pokrýt kilometr čtvereční asi 400 cm sněhu. Odhadovalo se, že desetiletí používání může způsobit změnu o délku asi 400–500 metrů.